# سال مرگ ریکاردو ریش
سال مرگ ریکاردو ریش (به انگلیسی: The Year of the Death of Ricardo Reis) اثری از ژوزه ساراماگو، نویسنده پرتغالی است که برنده جایزه نوبل ادبیات در سال ۱۹۹۸ شده است.